# Goniogryllus emeicus
Goniogryllus emeicus är en insektsart som beskrevs av Wu, F. och Yin Wang 1992. Goniogryllus emeicus ingår i släktet Goniogryllus och familjen syrsor. Inga underarter finns listade i Catalogue of Life.